# فانيسا ماركيز (لاعبة كرة قدم)
فانيسا ماركيز (بالبرتغالية: Vanessa Marques‏) هي لاعبة كرة قدم برتغالية، ولدت في 12 أبريل 1996 في البرتغال. شاركت مع منتخب البرتغال لكرة القدم للسيدات.

## وصلات خارجية
- فانيسا ماركيز على موقع الاتحاد الأوربي (الإنجليزية)
- فانيسا ماركيز على موقع قاعدة بيانات كرة القدم.إي يو (الإنجليزية)
- فانيسا ماركيز على موقع Soccerway.com (الإنجليزية)
- فانيسا ماركيز على موقع عالم كرة القدم.نت (الإنجليزية)